# Coenaculum

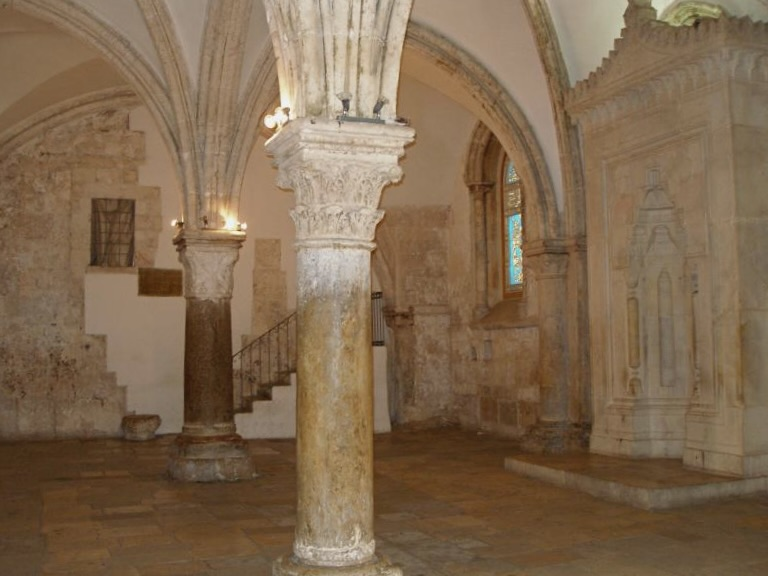
Coenaculum – jídelna Poslední večeře Páně na hoře Sion v Jeruzalémě

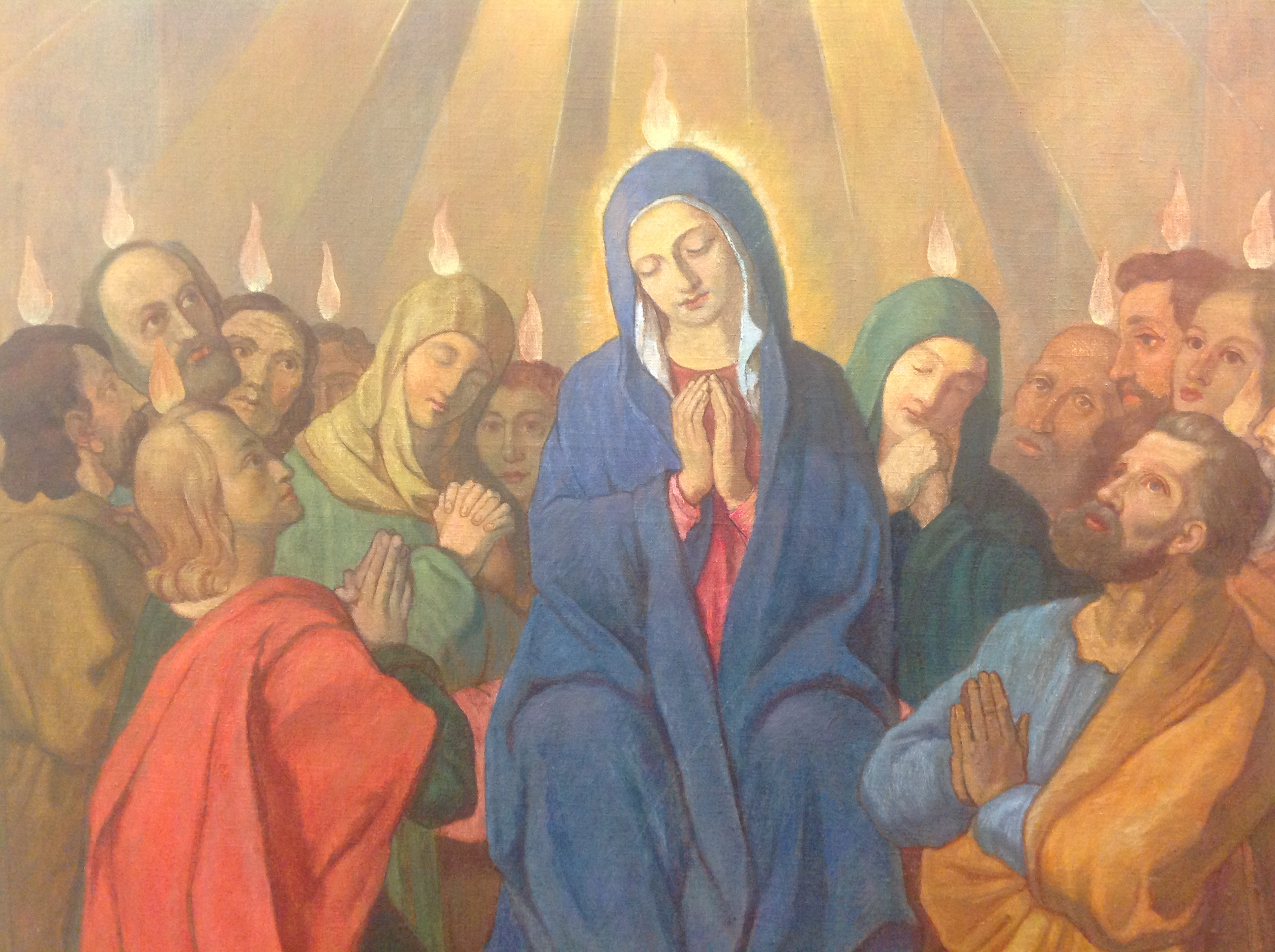
Serafino Cesarettiː Královna andělů (1848), obraz Seslání Ducha svatého podle Vincence Palottiho

Coenaculum je latinský termín, užívaný pro jídelnu, eventuelně i pro spižírnuː 
1. V antickém římském domě pro jídelnu, ve které se konala večeře (coena) nebo poslední jídlo. Někdy byla umístěna v horním patře domu a vcházelo se do ní po vnějším schodišti.[1]
2. V Novém zákoně se v jeruzalémském coenaculu (podle Kralické bible ve večeřadle konala Poslední večeře Páně. Jak uvádějí ve svých evangeliích svatý Marek – Mk 14, 15 (Kral, ČEP) a svatý Lukáš – Lk 22, 12 (Kral, ČEP), přijali zde apoštolové Ducha svatého, duchovní význam události je tedy nadřazen praktickému konání večeře.
3. Svatý Vincenc Pallotti ve své komunitě pallotinů chápal „coenaculum“ jako symbolické místo setkávání všech křesťanů, pokřtěných mužů a žen, kteří mají své poslání následovat Krista a být apoštoly. V Kostnici měli pallotini coenaculum jako „důmu ticha a kontemplativní modlitby“, tedy duchovního setkávání bez večeře.